# اوفن (برگن)
اوفن (به آلمانی: Offen) یک منطقهٔ مسکونی در آلمان است که در برگن (منطقه سله) واقع شده‌است. اوفن ۱٬۰۳۳ نفر جمعیت دارد.